# Charlie Watts
Charlie Watts (2. června 1941 Londýn – 24. srpna 2021 Londýn) byl britský rockový bubeník, který byl více než padesát let členem kapely The Rolling Stones. Watts byl také leader jazzového ansámblu, pod svým jménem vydal několik jazzových desek. Mimoto se také podílel na produkci některých desek Rolling Stones a navrhoval některá pódia, která si s sebou Stones na svých turné vozili. Mezi jeho koníčky patřil chov koní. Zemřel 24. srpna 2021 v londýnské nemocnici obklopen rodinou.

## První hudební krůčky
Charlie Watts se narodil do rodiny řidiče náklaďáku. Jako kluk byl skromný, soustředěný a pracovitý, mírně hýčkaný svými rodiči. Když mu bylo jedenáct uslyšel v rádiu skladbu Walkin’ Shoes Gerryho Mulligana, ve které bubnoval Chick Hamilton. To v něm probudilo bubeníka, a tak začal hrát na hrnce a pánve. Svůj první nástroj – bendžo – si ve čtrnácti koupil sám. Rozebral ho, z těla bendža si udělal bubínek a k němu si z merkuru postavil stojan. V roce 1955 mu rodiče koupili první bicí. Stále ho zajímal jazz, takže začal cvičit s jazzovými deskami, které sbíral.
Po tom, co dokončil střední školu, šel studovat uměleckou školu, kterou dokončil v roce 1960. Po škole pak pracoval jako grafik u reklamní agentury. Během práce už ale hrál s místními skupinami v kavárnách a menších klubech. V roce 1961 poprvé potkal Alexise Kornera, který mu nabídl post bubeníka ve své kapele – Blues Incorporated. Chvilku pak pracoval jako grafik v Dánsku, ale po tom, co přijal Kornerovu nabídku, se vrátil zpět do Londýna.
O rok později se Charlie setkal s Brianem Jonesem, Ianem „Stu“ Stewartem, Mick Jaggerem a Keithem Richardsem, kteří chtěli společně hrát rhythm and blues a příležitostně vystupovali v různých londýnských klubech. A tak Charlie dostal nabídku hrát s mladou začínající kapelou Rollin’ Stones. Charlie se nechal přesvědčovat skoro celý rok, nakonec jim přikývnul až v lednu 1963. Keith Richards k tomu ve své biografii dokonce píše: „Hladověli jsme, jen abychom ho zaplatili! Doslova. Omezovali jsme si příděly, jak strašně jsme ho chtěli.“

## Hudební kariéra

### Mimo Rolling Stones
Kromě hraní s Rolling Stones má ale Charlie Watts spoustu dalších zájmů. V roce 1964 například vydal komiksovou poctu jazzovému saxofonistovi Charliemu Parkerovi nazvanou Ode to a High Flying Bird. Přestože se proslavil jako rockový bubeník, jeho osobnímu vkusu je blíže jazz. Na konci sedmdesátých let se připojil k Ianu „Stu“ Stewartovi ve skupině Rocket 88, která se vracela ke kořenům boogie-woogie. V kapele si tehdy zahrála spousta předních britských jazzových, rockových a R&B hudebníků. Patřili mezi ně například free-jazzový saxofonista Evan Parker, jazzoví dechař Courtney Pine nebo zakládající člen skupiny Cream Jack Bruce. V roce 1991 dal Charlie dohromady jazzový kvintet, šlo o další poctu Charlie Parkerovi. Po úspěšném hostování Jima Keltnera na albu Bridges to Babylon, které vydali Rolling Stones, nahráli společně Charlie Watts a Jim Keltner čistě bubenické album nazvané prostě Charlie Watts/Jim Keltner Project. Skladby se jmenují po slavných jazzových bubenických ikonách jako Elvin Jones, Max Roach nebo Roy Haynes. Není zde kopírován styl těchto bubeníků, spíše jde o zachycení pocitů z jejich hry. Watts At Scott's je zase živá nahrávka ansámblu The Charlie Watts Tentet ze slavného londýnského jazzového klubu Ronnie Scott's. V dubnu 2009 koncertoval Charlie Watts s projektem The ABC&D of Boogie Woogie. Jeden koncert se uskutečnil i v Praze, ale setkal se s nepochopením zdejší kritiky.

### Společně s Rolling Stones

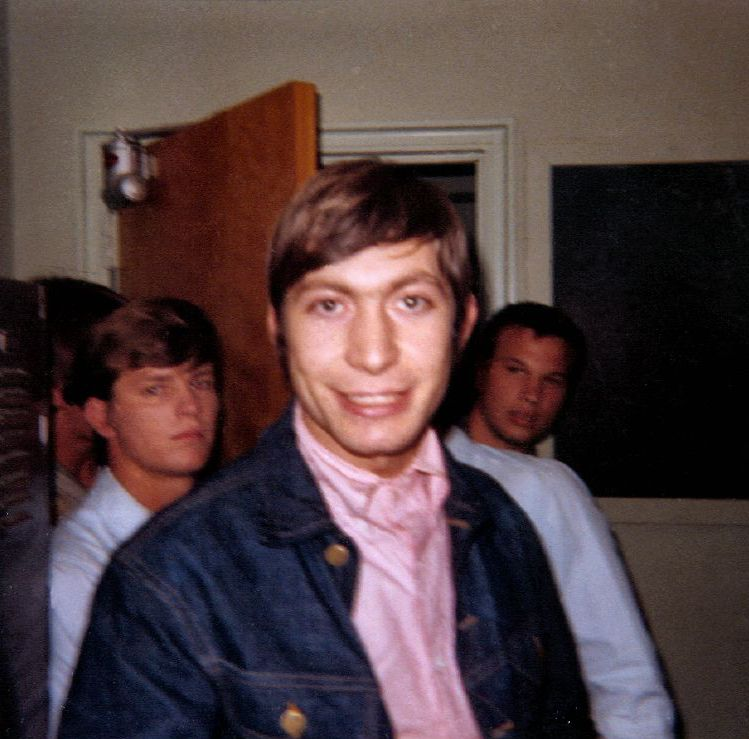
Charlie Watts v roce 1965

Charlie Watts se také podílel na grafice prvních desek Rolling Stones. Navrhl například celý sleevenote k desce Between the Buttons. Mezi jeho nápady také patří originální upoutávka na koncertní turné v roce 1975. Skupina tehdy překvapila čekající novináře tím, že odehrála skladbu Brown Sugar na přívěsu kamionu, který jel po Manhattanu. Tento nápad okopírovali ve stejném roce AC/DC, Status Quo v roce 1984 v klipu „The Wanderer“ a U2 v klipu „All Because of You“ z roku 2004. Charlieho si prý vzpomněl na to, jak tehdy běžně propagovaly své koncerty jazzové ansámbly v New Orleans.
Společně s Mickem Jaggerem také navrhoval scénu pro koncertní šňůry Steel Wheels/Urban Jungle (1989–1990), Bridges to Babylon Tour (1997), Licks Tour (2002–2003) a A Bigger Bang Tour (2005–2007) .
Dá se dohledat mnoho rozhovorů, kde se Jagger a Richards zmiňují Charlieho Wattse jako zásadního člena Rolling Stones. Například pro časopis Guitar Player řekl Keith Richards, že bez Charlieho by Stones nemuseli vůbec existovat, nebo by dále nepokračovali pod hlavičkou Rolling Stones. Jakou váhu má Charlie ve Stones ukazuje i situace, která nastala po odchodu Billa Wymana z kapely v roce 1993. Tehdy před několika baskytaristy Keith a Mick Charlieho požádali, aby nového basáka vybral on. Charlie se rozhodl pro Darryla Jonese – respektovaného muzikanta, který hrával například s Milesem Davisem nebo se Stingem.

## Sólové nahrávky
- 1986: Live at Fulham Town Hall (Charlie Watts Orchestra)
- 1991: Tribute to Charlie Parker with Strings (Charlie Watts Quintet)
- 1991: From One Charlie (Charlie Watts Quintet)
- 1993: Warm & Tender (Charlie Watts)
- 2000: Charlie Watts/Jim Keltner Project (Charlie Watts a Jim Keltner)
- 2004: Watts at Scott's (Charlie Watts)